# Feuerland

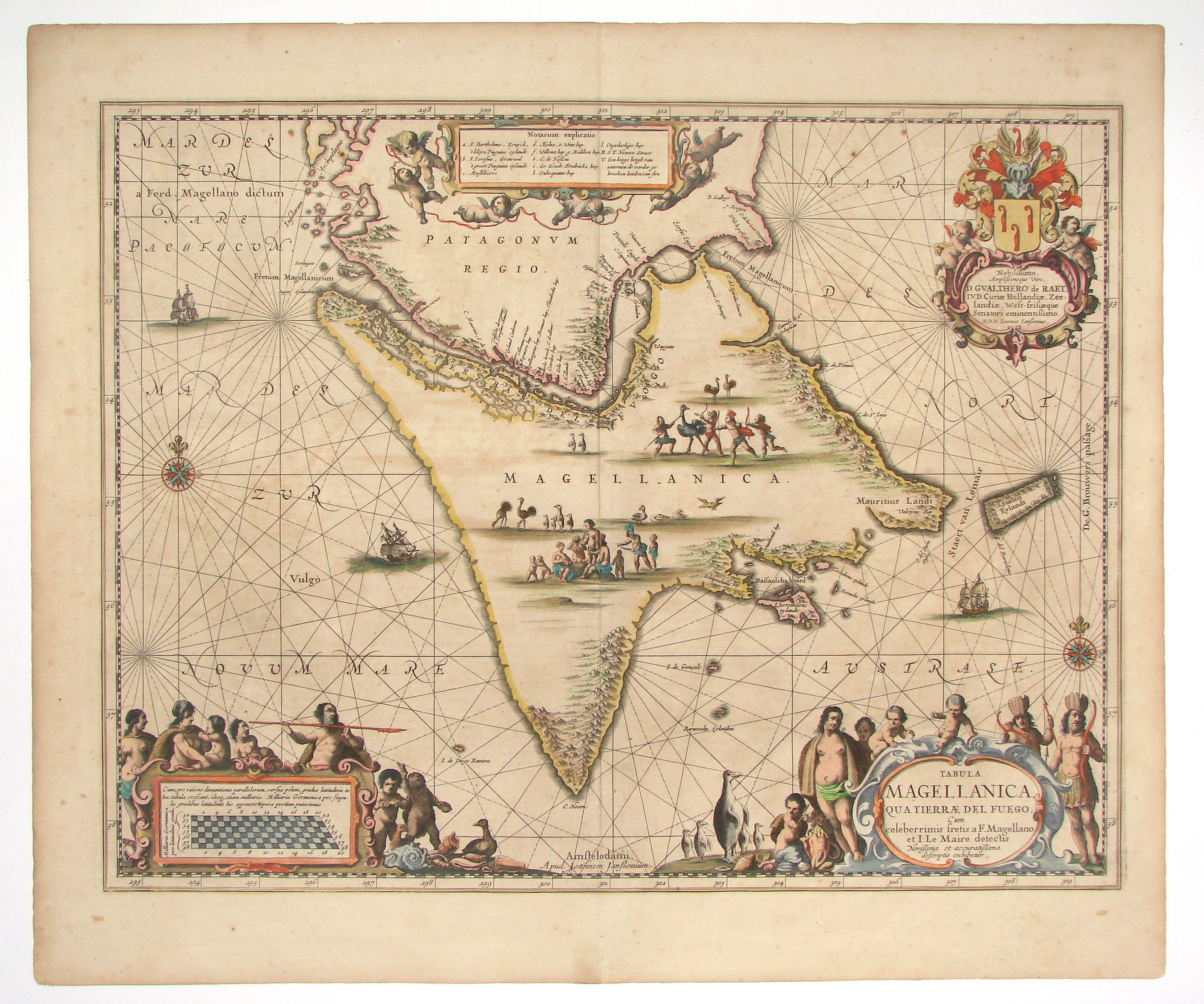
Magellanica auf Janssonius' Karte (1657)

Feuerland (spanisch Tierra del Fuego („Land des Feuers“), früher Magellanica (nach Ferdinand Magellan)) ist eine Inselgruppe an der Südspitze Südamerikas. Vom Festland ist sie durch die Magellanstraße getrennt. Die Inselgruppe hat eine Landfläche von 73.746 km²; davon entfallen 47.000 km² auf die Hauptinsel Isla Grande de Tierra del Fuego. Feuerland wurde 1881 durch den Meridian 68° 36′ westlicher Länge in einen östlichen Teil für Argentinien (heute die Provinz Tierra del Fuego) und einen westlichen Teil für Chile (heute die Region Magallanes) aufgeteilt. Im argentinischen Teil leben etwa 127.000 Menschen und im chilenischen Teil etwa 8000.
Bei der Erkundung der Magellanstraße 1520 fanden Magellan und seine Männer im Norden keine Siedlungen, doch im Süden der Meerenge sahen sie des Nachts vom Schiff aus viele Feuer, wie Antonio de Herrera y Tordesillas in seiner Historia general berichtet. Magellan habe das Land daher „Feuerland“ genannt.

## Geographie

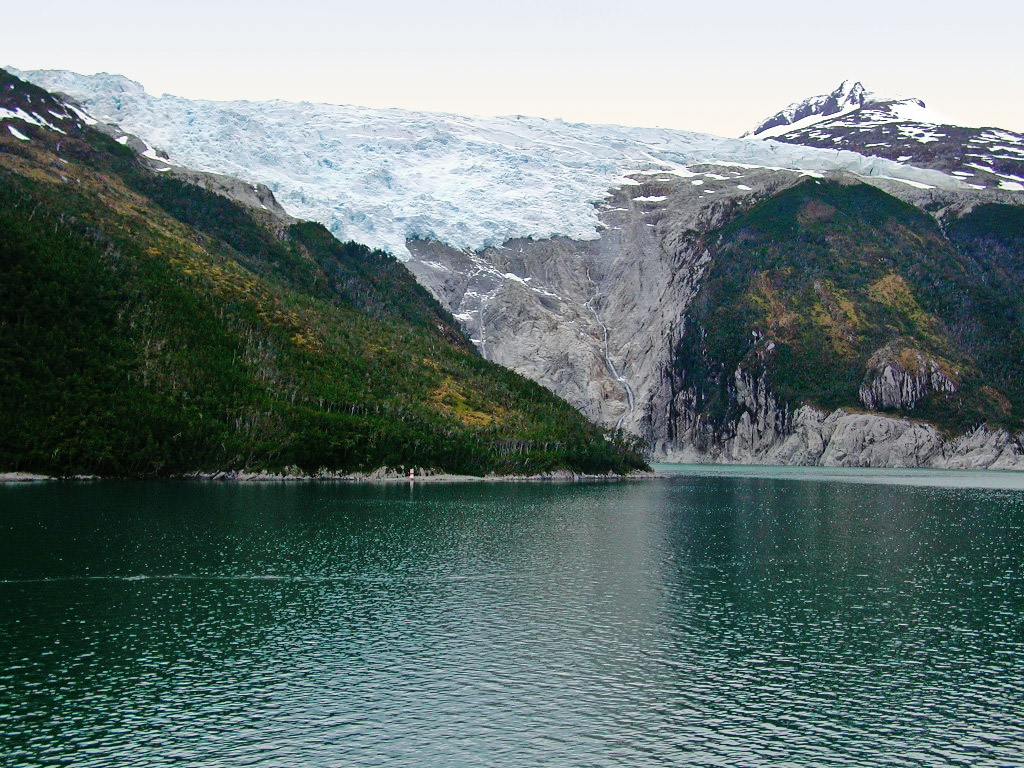
Gletscher im Beagle-Kanal

Das Gebirge Cordillera Darwin bildet mit fast 2500 Meter hohen Bergen den letzten großen Höhenzug der Anden in Südamerika. Häufig liegt südlich der Spitze von Südamerika ein meteorologisches Tiefdruckgebiet. Es hat für Feuerland westlichen Wind zur Folge, der in den unteren Luftschichten jedoch durch die Berge stark abgelenkt und abgeschwächt wird.

### Klima
|                       | Jan  | Feb  | Mär  | Apr  | Mai  | Jun  | Jul  | Aug  | Sep  | Okt  | Nov  | Dez  |   |     |
| Mittl. Tagesmax. (°C) | 15,0 | 14,1 | 12,4 | 9,8  | 6,3  | 4,6  | 4,5  | 6,1  | 8,8  | 11,1 | 12,9 | 13,4 | ⌀ | 9,9 |
| Mittl. Tagesmin. (°C) | 5,7  | 5,2  | 3,5  | 2,1  | 0,1  | −1,3 | −1,4 | −1,0 | 0,5  | 2,3  | 3,9  | 4,9  | ⌀ | 2   |
|                       |      |      |      |      |      |      |      |      |      |      |      |      |   |     |
| Niederschlag (mm)     | 30,7 | 33,2 | 47,8 | 49,7 | 54,5 | 54,7 | 46,2 | 60,7 | 39,5 | 34,6 | 35,4 | 41,0 | Σ | 528 |
|                       |      |      |      |      |      |      |      |      |      |      |      |      |   |     |
| Regentage (d)         | 13   | 13   | 14   | 12   | 11   | 12   | 12   | 11   | 13   | 12   | 12   | 11   | Σ | 146 |

| 5,7 |

| 5,2 |

| 3,5 |

| 2,1 |

| 0,1 |

| −1,3 |

| −1,4 |

| −1,0 |

| 0,5 |

| 2,3 |

| 3,9 |

| 4,9 |

| 5,7 |

| 5,2 |

| 3,5 |

| 2,1 |

| 0,1 |

| −1,3 |

| −1,4 |

| −1,0 |

| 0,5 |

| 2,3 |

| 3,9 |

| 4,9 |

Feuerland liegt nach solaren Kriterien am polnahen Rand der kühlgemäßigten Klimazone der Südhemisphäre, etwa auf dem gleichen Breitengrad wie der Raum zwischen Bremen und Kopenhagen auf der Nordhalbkugel, ist klimatisch jedoch wesentlich kühler.
Aufgrund seiner geringen Ausdehnung herrscht überall ein maritimes Klima mit kurzen, kühlen Sommern und langen, nassen, mäßig milden Wintern. Die klimatischen Unterschiede über das Jahr sind im Allgemeinen gering. In Ushuaia überschreiten die Temperaturen im Sommer kaum 9 °C und im Winter durchschnittlich 0 °C; das Jahresmittel liegt bei 5,6 °C. Auch im Sommer kann es in ganz Feuerland zu Schneefällen kommen. Die kalten und nassen Sommer tragen dazu bei, die alten Gletscher in den Anden zu erhalten.
Lokal herrschen hingegen große Unterschiede: Im Westen werden Regenmengen von bis zu 6000 mm/Jahr gemessen, im Osten dagegen nur etwa 250 mm/Jahr. Die Schwankungsbreite der Niederschläge ermöglicht deshalb sowohl gemäßigte Küstenregenwälder als auch Halbwüsten. Das Wetter kann im Tagesverlauf sehr unbeständig sein und häufig wehen starke Winde, die oft sogar zu heftigen Stürmen anwachsen.
Die thermisch-zonale Zuordnung ist in der Regel ebenfalls kühlgemäßigt, jedoch bisweilen uneinheitlich auch kaltgemäßigt (antiboreal) bis (sub)polar.
Die Klimaklassifikation von Köppen & Geiger bildet diese Unterschiede nur unzureichend ab: Der größte Teil des Archipels liegt im Tundrenklima (ET), obwohl die Vegetation viele verschiedene Typen (einschließlich Wälder) zeigt und „echte“ Tundra lediglich auf den Gipfeln der Andenausläufer vorkommt. Im Nordosten Feuerlands wird „Subpolares Ozeanklima“ (Cfc) ausgewiesen. Die Jahreszeitenklimate nach Troll & Paffen sind wesentlich differenzierter: Die südöstliche Küste und die vorgelagerten Inseln zeigen subpolares, hochozeanisches Klima (I.4), die Andenausläufer hochozeanisches Waldklima (III.1) (die Gebirgsklimate werden nicht untergliedert) und die nördliche Ebene wintermildes Trockensteppenklima (III.10a).

### Orte auf Feuerland
Die bedeutendsten Orte auf der Isla Grande de Tierra del Fuego sind, im argentinischen Teil, Río Grande (ca. 98.000 Einwohner) und Ushuaia (ca. 82.600 Einwohner), im chilenischen Teil Porvenir (ca. 5400 Einwohner). Puerto Williams, auf der Insel Navarino, hat ca. 2300 Einwohner und ist die südlichste Stadt der Welt.

## Flora

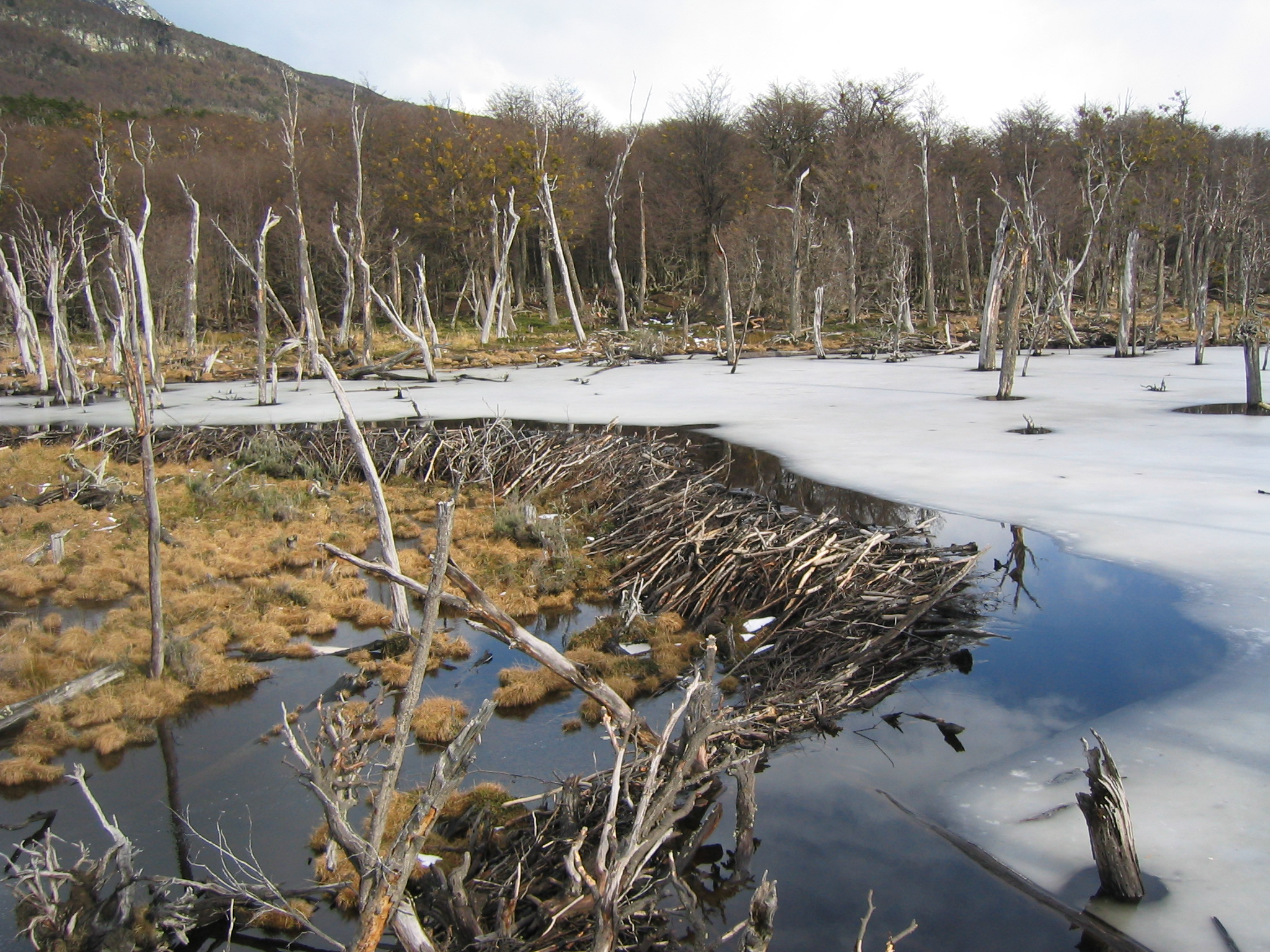
Biberdamm im Nationalpark Tierra del Fuego bei Ushuaia

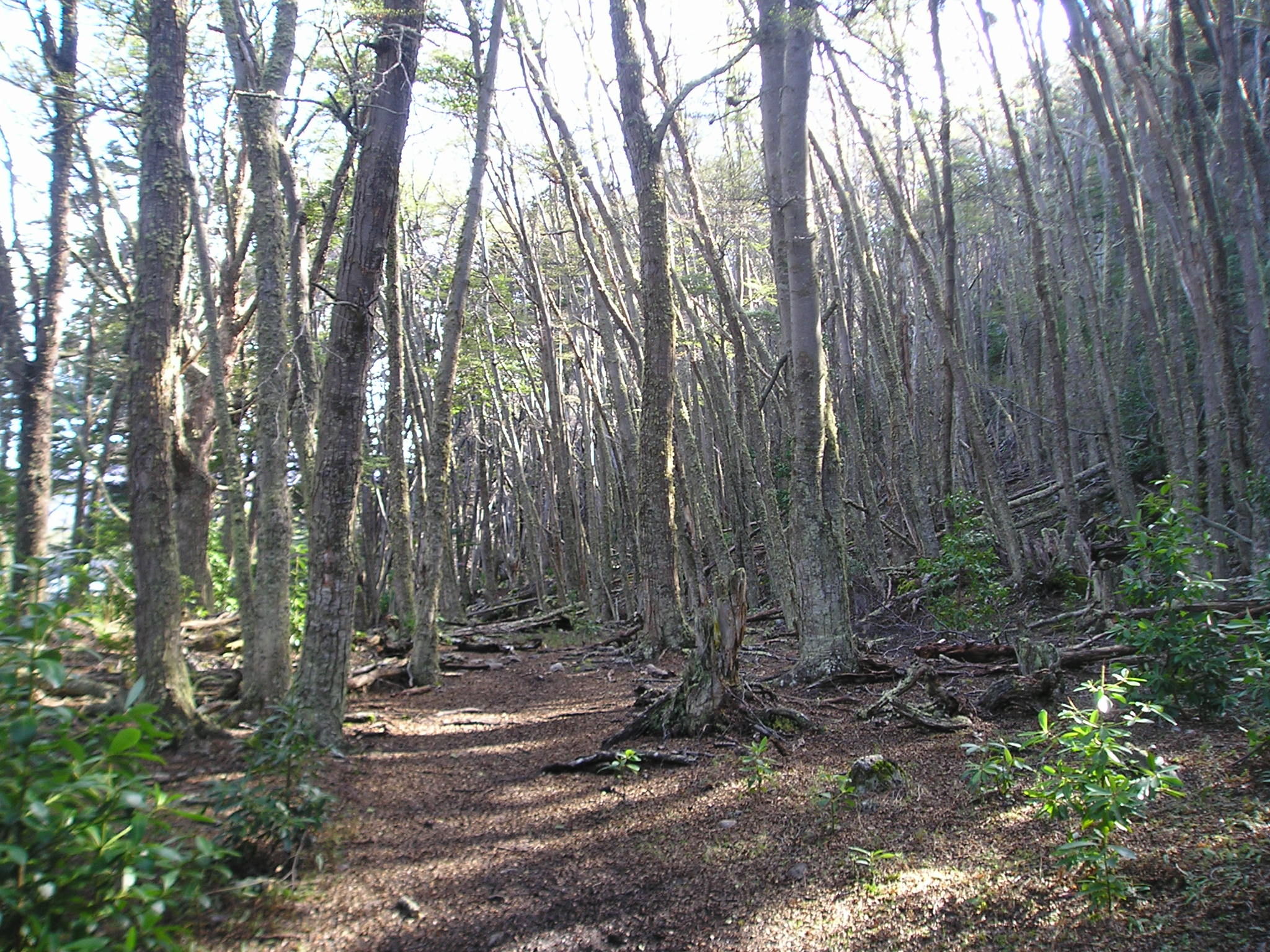
Der Küstenweg führt durch einen Wald mit Lenga-Südbuchen (Nothofagus pumilio).

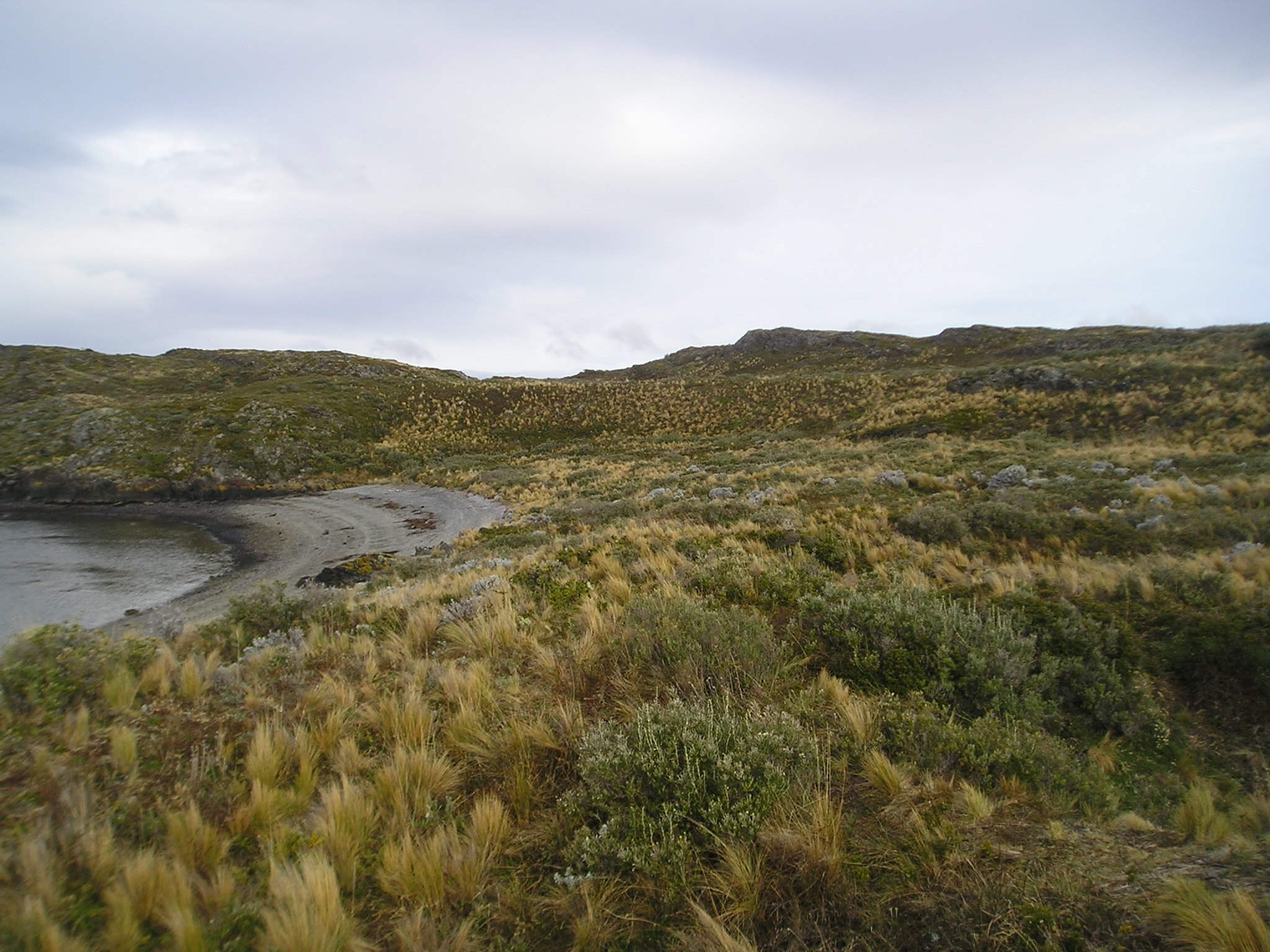
Tundraähnliche Vegetation einer Insel im Beagle-Kanal

Pflanzengeographisch gesehen gehört Feuerland (u. a. zusammen mit Neuseeland, den Kerguelen und den Falklandinseln) zum antarktischen Florenreich. Das heißt, diese Gebiete verbindet eine gemeinsame Evolution der Lebewesen. Zudem erstreckt sich das Gebiet von den erdumspannenden Vegetationszonen „Strauch- und Trockensteppe“ über den „sommergrünen Laubwald“ und den „gemäßigten Regenwald“ bis hin zu einer subantarktisch beeinflussten Zone, die der „Tundra“ zugerechnet wird (s. u.).
In den wärmsten Monaten liegt das Monatsmittel bei 6 bis 10 °C mit einer Vegetationsperiode von zwei bis vier Monaten. Im Westen verhindern heftige Stürme eine Ausbreitung des Waldes über tiefere Muldenlagen hinaus. Trotz milder Temperaturen und hoher Niederschläge liegt die Wald- und Baumgrenze bei 500–700 m Höhe. Die Artenvielfalt ist recht gering. Folgende Vegetationstypen werden unterschieden:
Im Nordwesten lassen sich vor allem immergrüne Wälder finden, während im Zentrum der Insel hauptsächlich sommergrüne Wälder vorherrschen. Beide werden von der Familie der Südbuchen, Nothofagus (Scheinbuchengewächse) dominiert. Im immergrünen Teil ist es der Guindo (Nothofagus betuloides), im sommergrünen sind es Lenga (Nothofagus pumilio) und Ňire (Nothofagus antarctica). Der generell lichte Wald erreicht im Norden eine Kronenhöhe von etwa 20 Metern, südlich des Beaglekanals – der Meerenge zwischen der Hauptinsel und der südliche Inselgruppe – jedoch nur 6 Meter. Dafür gibt es einen reichen Unterwuchs aus Sträuchern und Kräutern, etwa mit der Johannisbeere Ribes magellanicum (Stachelbeerengewächse, Grossulariaceae) und der Fuchsia magellanica (Nachtkerzengewächse, Onagraceae), der Stammform unserer Fuchsie. Die Kronenschicht wird von Kletterpflanzen und Epiphyten besiedelt, es finden sich etwa die kletternde Mutisia (Korbblütler, Asteraceae) oder Farne der Gattung Hymenophyllum (Hautfarngewächse, Hymenophyllaceae). Das Aussehen des Waldes ähnelt daher mehr einem subtropischen Lorbeerwald als den gemäßigten Wäldern in Europa und Nordamerika.
Der Bereich in unmittelbarer Küstennähe bleibt aufgrund der starken Stürme waldfrei, diese Vegetationsgesellschaft wird als Magellan-Moor oder auch als Magellan-Tundra bezeichnet. Die Vegetation hat durchaus tundraähnlichen Charakter, obwohl das mildere Klima und der fehlende Permafrostboden deutlich vom typischen Tundrenklima abweichen. Ursache für die Waldfreiheit sind ständig wehende, starke Winde mit sehr häufigen Stürmen, reichliche Niederschläge und geringe Verdunstung, die zu einer erheblichen Bodenvernässung führen. Die Zuordnung der Vegetation ist in der Literatur uneinheitlich.
Der Ostteil der Insel ist ebenfalls ohne Baumbewuchs, da es dort zu trocken ist. Hier dominieren Gräser wie Festuca gracillima oder Alopecurus magellanicus, deren nahe Verwandte auch in Europa zu finden sind. Oberhalb der Waldgrenze finden sich Krummholzgebüsche aus strauchförmig wachsendem Nothofagus, über der Baumgrenze lediglich alpine Heiden aus Zwergsträuchern, Gräsern und Polsterpflanzen.
Dank des feuchten Klimas sind Moore im Westen Feuerlands häufig und lassen sich in drei Gruppen einteilen. Die Moore der sommergrünen Waldzone, die weitgehend mitteleuropäischen Hochmooren gleichen. Besonders im Westen der Insel sind sie weit verbreitet und füllen häufig ganze Talsohlen aus. Hier dominiert das Torfmoos Sphagnum magellanicum (Sphagnaceae), das auch in Europa verbreitet ist. Daneben wachsen der insektenfangende Sonnentau Drosera uniflora (Droseraceae), Torfmyrten (Pernettya, Heidekrautgewächse, Ericaceae), Seggen und Binsen wie Marsippospermum grandiflorum (Binsengewächse, Juncaceae). Einige Heidekrautgewächse erinnern verblüffend an mitteleuropäische Heidelbeeren. Nothofagus antarctica wächst auch in Mooren, erreicht aber nur Höhen von 20–100 cm. Die Moore der immergrünen Waldzone beherbergen Torfmoose, aber auch Laubmoose. Bisweilen sind hier auch Arten der baumlosen Magellan-Moortundra zu finden. Diese Moore im Bereich der Westküste werden dominiert von Polsterpflanzen und Laubmoosen wie Calliergon (Braunmoose, Drepanocladaceae). Die sonst in Mooren so typischen Torfmoose fehlen. Dieser Vegetationstyp hat kein Gegenstück in Europa.
Aus Wäldern und Mooren wird Holz und Torf gewonnen. Weil sie jedoch nur langsam nachwachsen, stellt die Nutzung ein erhebliches Umwelt- und Ressourcenproblem mit teils verheerenden Folgen dar. Vor allem der 1946 von der argentinischen Regierung importierte Kanadische Biber stellt aufgrund seiner immensen Verbreitung eine Gefahr für die Wälder und Ökosysteme Feuerlands dar. Um die Artenvielfalt zu schützen, wurde nahe Ushuaia der Nationalpark Tierra del Fuego eingerichtet.

## Fauna

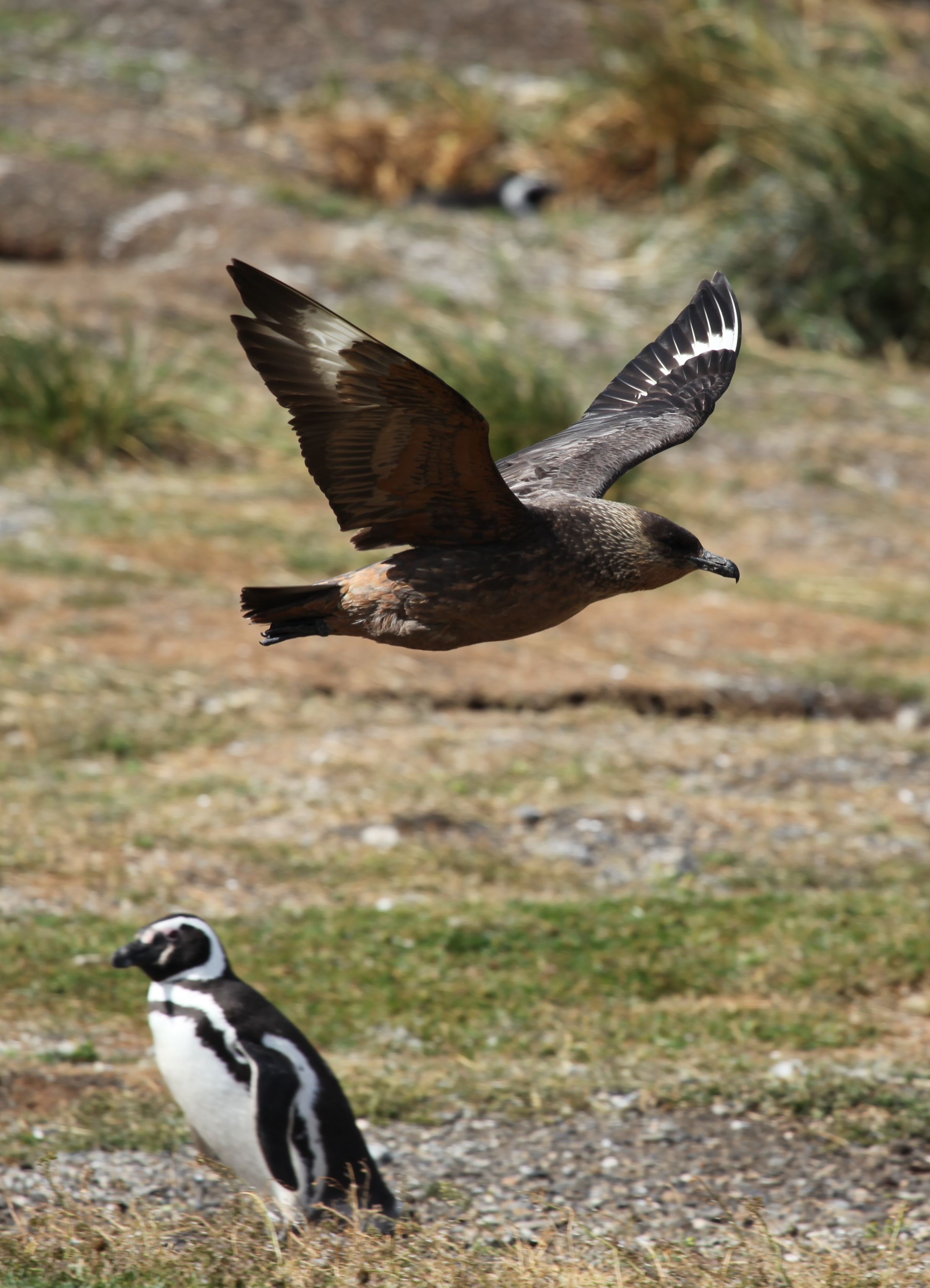
Eine Braune Skua überfliegt einen Magellanpinguin

Zu den Säugetieren, die auf Feuerland vorkommen, gehören Guanakos, Andenschakale, Mähnenrobben, Küstenotter, Südliche Flussotter, Mausohren, Kammratten und Kanadische Biber, die 1946 zur Pelztiernutzung angesiedelt wurden. Bei den Vögeln sind hervorzuheben Andenkondore, Chileflamingos, Schwarzbrauenalbatrosse, Riesensturmvögel, Magellangänse, Antarktische Kormorane, Falklandkarakaras, Schopfkarakaras, Braune Skuas, Dominikanermöwen, Königspinguine, Magellanpinguine, Sumpfohreulen, Smaragdsittiche, Rotbrustfischer und Chilekolibris, sowie Darwinnandus die 1936 von Menschen angesiedelt wurden.
Da es auf Feuerland weder Bären noch Wölfe gibt, fehlen die Fressfeinde, die wie in Nordamerika den Biberbestand regulieren. So haben sich seit 1946 die 50 angesiedelten Biber auf über 200.000 Exemplare im Jahre 2011 vermehren können, mittlerweile besiedeln sie auch das südamerikanische Festland. Die Tiere sind zu einer ernsten Gefahr für die Baumbestände Feuerlands geworden. Im Gegensatz zu vielen nordamerikanischen Bäumen treiben südamerikanische Bäume, wie die weit verbreiteten Südbuchen auf Feuerland, wenn sie von Bibern gefällt worden sind, häufig nicht wieder aus, sondern sterben ab. In Nordamerika haben sich die Bäume zusammen mit den Bibern entwickeln können und verfügen oft über die Fähigkeit, allein aus dem Baumstumpf wieder auszutreiben.

## Geschichte

### Feuerland vor der Ankunft der Europäer (9800 v.Chr.–1520 n.Chr.), Paläo-Indianer

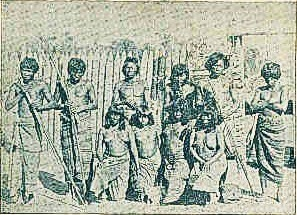
Indios vor 1900

Zwischen 9800 v. Chr. und 8280 v. Chr. siedelten erstmals Jägergruppen vom amerikanischen Festland aus auf Feuerland. Man nimmt an, dass die Ankunft dieser Paläoindianer im Zuge des Rückgangs der Vergletscherung im Pleistozän über noch bestehende Landbrücken erfolgte, bevor die Magellanstraße endgültig von Wasser geflutet war. Archäologische Spuren dieser Indianergruppen finden sich beiderseits der Magellanstraße: auf dem amerikanischen Festland in der Cueva del Milodón bei Puerto Natales (im südlichen Chile) oder in Pali Aike (im östlichen Bereich der Magellan-Straße) und auf Feuerland in Tres Arroyos und Alero Marazzi etwa 20 Kilometer südwestlich von San Sebastian. Maritime Fundstätten finden sich am Beagle-Kanal (Tunel und Lancha Packeweia) und im Süden der Isla Navarino (Seno Grandi). Der älteste Skelettfund wurde 2004 im argentinischen Teil der Nordküste Feuerlands entdeckt.
In dieser ersten Phase der Besiedelung herrschten besondere klimatische Bedingungen, die eine Fauna hervorbrachten, die schon 3000 Jahre nach dem ersten Erscheinen der Paläo-Indianer verschwand: amerikanische Wildpferde, Riesenfaultiere (Mylodon) und andere Grasfresser bildeten die Ernährungsgrundlage.

### Feuerland am Rande der europäischen Entdeckungen (16.–19. Jahrhundert)

#### Indigene Völker im 17. Jahrhundert
Zur Zeit der Ankunft der ersten Europäer in Feuerland können vier Gruppen von indigenen Völkern unterschieden werden: die Landnomaden der Selk’nam (Onas) und der Haush (oder: Manek'enk), die im Landesinneren beziehungsweise im Südosten der Hauptinsel siedelten, und die Seenomaden der Kawesqar und der Yámana (Yaghan), die am westlichen und südlichen Küstenstreifen lebten. Die Gesamtanzahl der einzelnen Bevölkerungsgruppen kann aufgrund ihrer Lebensweise als Jäger und Sammler für das 17. Jahrhundert auf insgesamt 12.000 geschätzt werden.

#### Entdeckung der Magellanstraße
Erste Berichte über Feuerland stammen von der Expedition Ferdinand Magellans, der im Oktober 1520 als erster Europäer die nach ihm benannte Magellanstraße entdeckte und sie mit drei Schiffen auf dem Weg zu den Gewürzinseln (Molukken) durchfuhr. Der von ihm während der über 20 Tage dauernden Passage beobachtete Schein der Lagerfeuer der indigenen Völker gab der Inselgruppe den Namen. Magellan selbst nannte den Seeweg Estreito de Todos os Santos (dt. Allerheiligenstraße). Es gibt jedoch keine gesicherten Nachweise, dass Magellan Feuerland tatsächlich betreten hat.

#### Spanischer Herrschaftsanspruch
In weiterer Folge gewann die Magellanstraße vor allem als Verkehrsweg nach Asien und zu den Gold- und Silbervorkommen in Peru an Bedeutung. Mit der Verleihung von Patagonien und Feuerland als Nueva Extremadura an Jerónimo de Alderete 1555 wurde erstmals der Herrschaftsanspruch Spaniens dokumentiert. Dessen Nachfolger García Hurtado de Mendoza beauftragte Juan Fernández Ladrillero 1557–1559 mit der Erforschung und Landnahme der Gebiete auf beiden Seiten der Seestraße. Ladrillero war somit der erste Europäer, der mit der systematischen Erforschung Feuerlands begann. Als Francis Drake im Zuge seiner Weltumseglung (1577–1580) in nur 16 Tagen die Magellanstraße durchschiffte, wurde der spanischen Krone sehr rasch die Bedeutung der Sicherung dieses Seeweges gegen niederländische, englische und französische Freibeuter klar. Versuche des Vizekönigs von Perú zur Errichtung von Befestigungen entlang der Magellanstraße (etwa ab 1581 durch Pedro Sarmiento de Gamboa) scheiterten jedoch zunächst.

#### Erste Entdeckungsreisen
1615 umsegelten niederländische Freibeuter unter Willem Cornelisz Schouten Feuerland und entdeckten dabei die Staaten-Insel sowie die Passage um das Kap Hoorn. Bis dahin war die Magellanstraße die einzige bekannte Passage um den amerikanischen Kontinent. Diese Entdeckung wurde schon wenig später von einer spanischen Expedition unter Bartolomé García de Nodal und seinem Bruder Gonzalo bestätigt, denen die erste Umsegelung von Feuerland (1618–1619) gelang und die von ihrer Reise wertvolles Kartenmaterial mitbrachten. Immer detailliertere Kenntnisse der Region erwarben die nachfolgenden Expeditionen: etwa jene des Engländers John Narborough in den Jahren 1669/1670 und gegen Ende des Jahrhunderts die Franzosen De Gennes und De Beachesne.
Auch die Expeditionen von John Byron, der von 1764 bis 1766 die Falklandinseln erforschte und Feuerland umsegelte, trugen wesentlich zur wissenschaftlichen Erkundung Feuerlands bei. Er gab Punta Arenas seinen ursprünglichen Namen: Sandy Point. Der französische Weltumsegler (1766–1769) Louis-Antoine de Bougainville nannte die Bewohner Feuerlands pécherais, zu deutsch „Pescherähs“, nach dem Wort, das sie ihm zuriefen. Auch James Cook steuerte auf seiner Weltumsegelung zu Neujahr 1769 Kap Hoorn an und überquerte als erster den Südpolarkreis. In seinen insgesamt drei Reisen sollte er endgültig den Nachweis erbringen, dass ein sogenanntes Südland (Terra Australis), das mit dem amerikanischen Festland verbunden war, nicht existierte.

#### Expeditionen von Parker King und FitzRoy (1826–1836)
Die ersten intensiveren Untersuchungen Feuerlands und Patagoniens, die auch kartographische und hydrographische Erfassungen insbesondere der Küstenlinie Südpatagoniens und Feuerlands beinhalteten, stellten die beiden englischen Expeditionen unter Phillip Parker King (1826–1830) und Robert FitzRoy (1832–1836) dar. Im Laufe der beinahe dreijährigen Anwesenheit der Expedition Parker Kings wurde beispielsweise der Beaglekanal entdeckt. Der damals noch junge Charles Darwin, der den Forscher FitzRoy begleitete, fand für die indigenen Völker der Region folgende Worte (siehe dazu seinen 1839 erschienenen Reisebericht Diary of a Naturalist Around the World):

„Ich habe aber nichts gesehen, was mich mehr in Erstaunen gesetzt hätte, als der erste Anblick eines Wilden. Es war ein nackter Feuerländer, sein langes Haar wehte umher, sein Gesicht war mit Erde beschmiert. In ihren Gesichtern liegt ein Ausdruck, der, glaube ich, all denen, die ihn nicht gesehen haben, ganz unbegreiflich wild vorkommen muss. Auf einem Felsen stehend stieß er Töne aus und machte Gestikulationen, gegen welche die Laute der domestizierten Tiere weit verständlicher sind.“

Kulturhistorisch interessant sind in diesem Zusammenhang die Ereignisse rund um die Entführung von vier Personen aus dem Stamm der Yámana nach England, die als Geschichte von Jemmy Button in die Literatur einging.

### Kolonisierung (1848–1906)

Denkmal der Yámana in Ushuaia

Die spanischen Bemühungen um die Integration Feuerlands in sein Herrschaftsgebiet waren allein auf die Sicherung der strategisch wichtigen Magellanstraße, nicht jedoch auf eine konkrete Landnahme ausgerichtet gewesen. Die Gründung des Stützpunkts Puerto del Hambre an der Nordseite der Magellanstraße (nicht auf Feuerland selbst) war 1584 gescheitert.

#### Bemühungen Chiles um Feuerland
Der junge Staat Chile, der 1818 endgültig seine Unabhängigkeit von Spanien proklamiert hatte, zielte jedoch schon bald auf eine nachhaltige Absicherung seiner Herrschaftsansprüche in diesem Raum. Als bekannt wurde, dass Frankreich unter König Louis Philipp eine Expedition ins südliche Patagonien plante, um territoriale Ansprüche zu stellen, wurde Chile 1843 aktiv. Die Initiative ging auf die Bemühungen des Begründers der chilenischen Republik, Bernardo O’Higgins, zurück, der in den 1830er Jahren ein Konzept zur nachhaltigen Integration Patagoniens und Feuerlands unter dem Schlagwort von Neu-Chile verfolgte. Dieses Konzept zielte auf:
1. die militärische Absicherung der Magellanstraße und der angrenzenden Gebiete;
2. die Kolonisierung von Feuerland und Patagonien mit militärischen, wirtschaftlichen und bevölkerungspolitischen Mitteln und
3. die Inkorporation des Territoriums der Antarktis.

Auf dieser Basis unternahm die Regierung Bulnes dann konkrete Schritte, die zu einer nachhaltigen Kolonisation von Neu-Chile führen sollten.

#### Chilenische Expedition von 1843
Mit der organisatorischen Verantwortung für die Unternehmung wurde der höchste Verwaltungsbeamte von Chiloé, Domingo Espiñeira, beauftragt. Nach vier Monaten landete am 21. September 1843 der chilenische Schoner Ancud vor der Halbinsel Brunswick in Südpatagonien. Der Kapitän der 23-köpfigen Mannschaft, John Williams Wilson, nahm an diesem Tag die Region rund um die Magellanstraße offiziell für die chilenische Republik in Besitz. Einen Monat später, nach erfolgloser Suche nach einer geeigneten Stelle für eine Befestigung, kehrte die Expedition an den ursprünglichen Landepunkt, den Punta Santa Ana zurück und gründete am 30. Oktober 1843 Fuerte Bulnes.

#### Gründung von Punta Arenas 1848

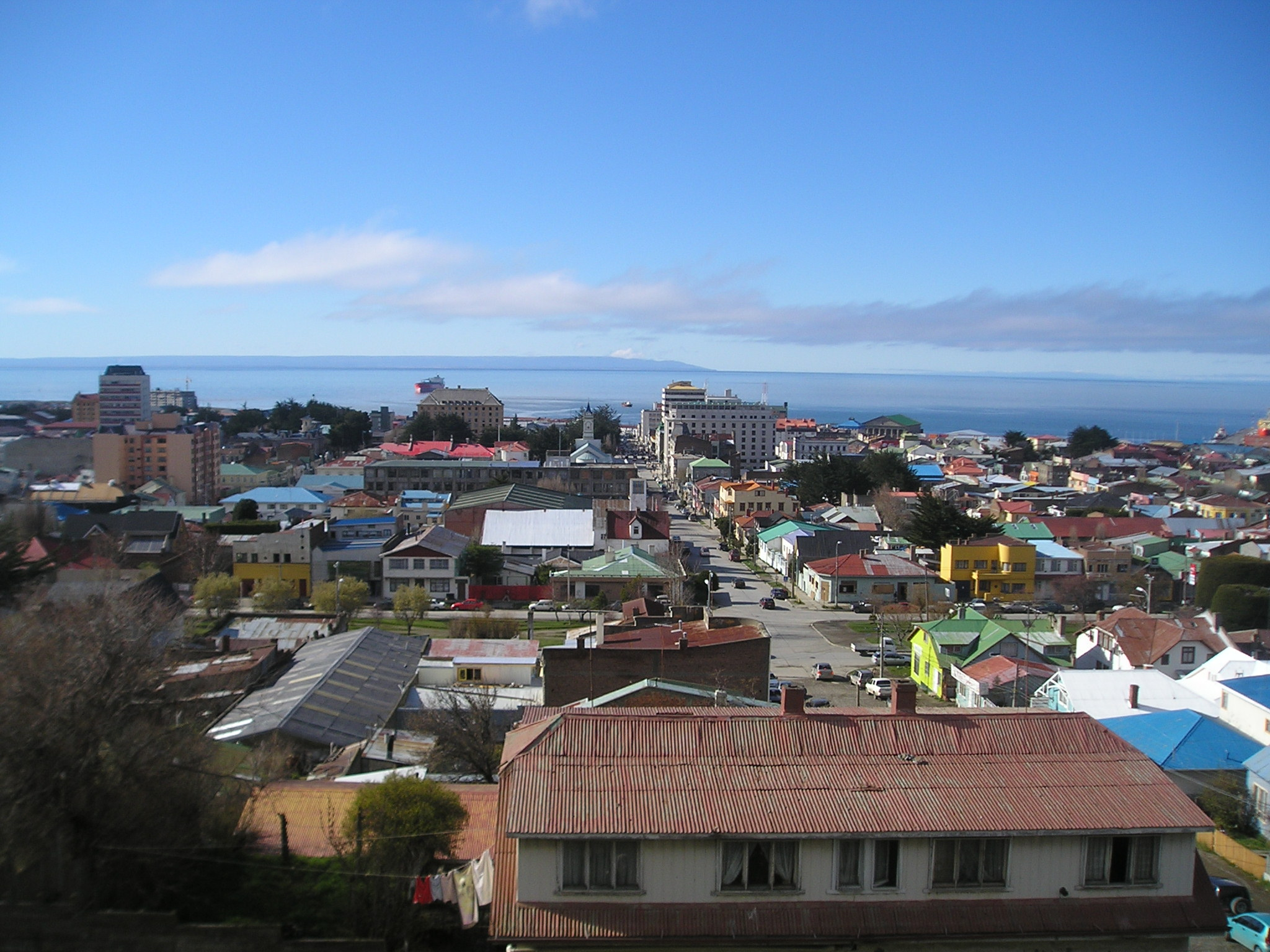
Punta Arenas an der Magellanstraße

Aufgrund der exponierten Lage hatte dieses Fort jedoch nur kurzen Bestand. Schon 1848 wurde 50 Kilometer weiter nördlich der Ort Punta Arenas angelegt, welcher eine zentrale Rolle für die weitere Entwicklung der Region spielen sollte. Formal wurde die Stadt am 18. Dezember 1848 gegründet und zum Sitz des Gouverneurs von Magallanes bestimmt. (Der Begriff magallanes (Land Magellans) bezeichnet die Gebiete beiderseits der Magellanstraße, also im Wesentlichen die heutige 12. Region Chiles, sowie den Süden der heutigen argentinischen Provinzen Santa Cruz und Tierra del Fuego).
Jedoch sollte die Entwicklung der Stadt schon drei Jahre später durch eine Meuterei eines Teils der Armee gefährdet werden, so dass Punta Arenas 1852 neu angelegt werden musste. In den ersten Jahrzehnten bestand die Ansiedlung aus kaum mehr als 200 Personen, die kaum wirtschaftliche Perspektiven hatten. Der Status von Punta Arenas als Strafkolonie erschwerte ihre Entwicklung zusätzlich.
Erst mit der Bestellung von Óscar Viel zum Gouverneur von Magallanes 1867 und mit der Verleihung von zahlreichen Privilegien an die Stadt (Status eines Zollfreihafens, Anreize für die Ansiedlung von Immigranten) begann Punta Arenas sich schnell zu entwickeln. Von besonderer Bedeutung war in diesem Zusammenhang auch die Pacific Steam Navigation Company, die ab 1868 auf der Strecke Liverpool–Valparaíso auch in Punta Arenas anlegte. Für die weitere Entwicklung der Stadt, die nun zum Zentrum für die Kolonisierung der Region beiderseits der Magellanstraße wurde, waren jedoch noch weitere Faktoren verantwortlich: (1) die Entdeckung von Steinkohlevorkommen und goldhaltigen Flusssanden, (2) die Gründung einer Sägemühle zur Holzverarbeitung in der Region und (3) die Ausgabe von Land zur agrarischen Nutzung an nun kontinuierlich nach Südpatagonien strömende Immigranten. 1871 war die Einwohnerzahl von Punta Arenas auf 800 Personen angewachsen.

#### Anfänge regionaler Entwicklung 1870–1881
Nur langsam ging die Kolonisierung der Region über den engeren Raum von Punta Arenas hinaus. Die Besiedelung der Halbinsel Brunswick erfolgte entlang der Küste und es entstanden erste Estancias, die sich in ihrer Anfangsphase hauptsächlich der Rinderzucht widmeten. Fell- und Federnhändler expandierten Richtung Norden und entlang der Atlantikküste bis Santa Cruz und darüber hinaus. Robbenjäger wiederum erbeuteten die Felle schon bald in den Kanälen Feuerlands und Patagoniens. Ebenso waren um 1870 erste Gruppen von europäischen Emigranten in Punta Arenas gelandet. Der Gouverneur von Magallanes unterstützte die Einwanderung auch angesichts der zunehmenden Konflikte mit Argentinien nachhaltig. Um 1874 gelangten die ersten Briten, Franzosen, Deutsche und Schweizer in diese Region, darunter auch Personen wie der Spanier José Menéndez, der gebürtige Russe Elias Braun oder der Portugiese José Nogueira, die die Wirtschaft der Region nachhaltig beeinflussen sollten.
Gleichzeitig mit der Ankunft dieser Immigranten wurden die ersten Erkundungen der Gebiete nördlich von Punta Arenas durchgeführt, etwa jene des chilenischen Militärs Juan Tomás Rogers 1877/1879. Ebenso kam es zu einer Forschungsexpedition nach Feuerland durch Ramón Serrano. Die Nachricht von den Grasländern, die für die Schafzucht sehr geeignet erschienen, führte unter Gouverneur Diego Dublé Almeyda zum Ankauf von 300 Schafen, die eigens von den Falklandinseln nach Punta Arenas gebracht wurden. Der englische Händler Henry Reynard kaufte die Tiere und führte 1877 auf Isabel Island erste Zuchtversuche durch. Andere Kolonisten führten ähnliche Projekte (wenn auch mit unterschiedlichem Erfolg) durch: Cruz Daniel Ramírez auf der Isla Magdalena und Marius Andrieu in der Nähe von San Gregorio. Schließlich wurde zwischen 1878 und 1883 im Norden der Halbinsel Brunswick, an den Küsten von Skyring und an der Nordküste der Magellanstraße Schafzucht betrieben.
Allerdings kam es 1877 erneut zu gewaltsamen Auseinandersetzungen, als sich Teile des Militärs erhoben, das zur Bewachung der Strafgefangenen abgestellt war. Nur mit Mühe konnte Gouverneur Almeyda diesen Aufstand niederschlagen. Von unschätzbarer Bedeutung für die Kolonisierung der Region und hier insbesondere für die sprunghafte Entwicklung der Schafzucht war der Grenzvertrag von 1881 zwischen Chile und Argentinien, der die heutigen Grenzen festschrieb. Allerdings sollten Grenzkonflikte (auch um Feuerland) erst in der zweiten Hälfte des 20. Jahrhunderts gelöst werden.

#### Schafzucht und Handel als Motoren der Entwicklung (1881–1906)
| Stoff                                                              | Einwohner | Schafe    | Handelsschiffe |
| ------------------------------------------------------------------ | --------- | --------- | -------------- |
| 1867                                                               | 200       | –         | 27             |
| 1874                                                               | 800       | –         | –              |
| 1877                                                               | –         | 300       | –              |
| 1885                                                               | 2.000     | 40.000    | –              |
| 1889                                                               | –         | 300.000   | –              |
| 1906                                                               | –         | 1.800.000 | 901            |
| 1907                                                               | 17.330    | –         |                |
| Entwicklung der Einwohnerzahl und Anzahl der Schafe auf Magallanes |           |           |                |

Denkmal auf dem Hauptplatz in Porvenir (Feuerland)

Für die weitere Entwicklung Feuerlands war die zunehmende Nutzung der ausgedehnten Grasflächen im Nordwesten des Landes von großer Bedeutung. Nach den ersten erfolgreichen Pilotprojekten nördlich der Magellanstraße wurde auch Feuerland für die Viehzucht erschlossen. Die Regierung verlieh in den Jahren 1889 beziehungsweise 1890 große Landflächen als Konzessionen an bereits erfolgreiche Züchter wie José Noguueira und Mauricio Braun. Mit der Gründung der Sociedad Explotadora de Tierra del Fuego 1893 wurde der Prozess der Monopolisierung dieses Wirtschaftszweiges weiter beschleunigt, mit all seinen katastrophalen Folgen für die Urbevölkerung Feuerlands, ein Phänomen, das keineswegs auf Feuerland beschränkt war. In den letzten Jahren des 19. Jahrhunderts wurden Konzessionen an Viehzüchter in ganz Patagonien erteilt. Neben dem wirtschaftlichen Aufschwung und Reichtum der Region am Beginn des 20. Jahrhunderts war die Monopolisierung des Bodens jedoch in weiterer Folge auch die Grundlage für wirtschaftliche Strukturprobleme und soziale Unruhen.
Hand in Hand mit der aufstrebenden Schafzucht ging auch die Notwendigkeit der Erschließung der Region durch ein leistungsfähiges Verkehrsnetz. Aufgrund der geologischen Beschaffenheit des Landes war deshalb der Ausbau der Schiffsverbindungen von großer Bedeutung. Nicht nur die landwirtschaftlichen Rohstoffe wie Wolle und Fleisch erforderten eine kontinuierliche Anbindung an große Häfen wie Valparaíso oder Buenos Aires, auch die Einfuhr landwirtschaftlicher Geräte und anderer Waren sowie die notwendige Ansiedelung von Siedlern aus Europa und Chile/Argentinien. Binnen kurzem wurde Punta Arenas zum bedeutenden Seefahrtshafen. Gingen 1867 noch 27 Schiffe in der Bucht von Punta Arenas vor Anker, so waren es im Jahre 1906 schon 901 Handelsschiffe mit einer Gesamtlast von 1.100.000 BRT. Damit näherte sich die Stadt schon der Kapazität des chilenischen Haupthafens Valparaíso. Mit der Gründung weiterer Schifffahrtslinien durch José Menéndez und Braun & Blanchard wurde die Südküste des amerikanischen Kontinents auch schon bald mit einem leistungsfähigen lokalen Verkehrsnetz versorgt.

#### Goldrausch auf Feuerland (1880–1910)
Feuerland rückte jedoch nicht allein durch die hervorragenden Möglichkeiten zur Schafzucht ins Zentrum des Interesses. Schon 1879 hatte der Leutnant der chilenischen Marine, Ramón Serrano Montaner während seiner Expedition nach Feuerland Gold an der Nordwestküste gefunden. Innerhalb von zwei Jahren wurden über 100 Claims im Gebiet der Sierra Boquerón abgesteckt. Schon bald darauf betrieben finanzkräftige Investoren die Ausbeutung und verliehen Konzessionen. Das Gold wurde über Mittelsmänner an Handelshäuser in Punta Arenas verkauft, die wiederum die Märkte von Santiago de Chile, Montevideo und Europa belieferten. Aber schon um 1890 gingen die Goldfunde stark zurück. Trotzdem arbeiteten 1898 noch immer mehr als 200 Männer, einige von ihnen bis weit in das 20. Jahrhundert hinein. 1902 unternahm man erste Versuche der Mechanisierung (Schaufelbagger, Pumpen) und errichtete Waschanlagen. So waren in den Jahren von 1906 bis 1907 wiederum 300 bis 400 Arbeiter an zwölf Waschanlagen im Westen und Nordwesten des Landes beschäftigt. Trotz deutlich gesteigerter Produktivität überstieg die jährliche Ausbeute nie mehr als 500 Kilogramm. Schließlich wurden alle diesbezüglichen Aktivitäten um 1910 eingestellt.
Auch an der Ostküste Feuerlands fand man 1884 bei Cabo Virgenes Gold. Der rumänische Ingenieur Julio Popper führte, aus Buenos Aires anreisend, 1886 eine erste Prospektion an, entdeckte weitere Vorkommen nördlich des heutigen Río Grande (Tierra del Fuego) und erwarb auch die Schürfrechte in El Páramo.
Die produktivsten Vorkommen auf Feuerland befanden sich im Süden Feuerlands auf den Inseln Navarino, Picton, Lennox und Nueva: sie wurden ab 1888 aufgeschlossen. Schon zwei Jahre später arbeiteten auf diesen Inseln rund 300 Männer, 1891 über 500 und 1893 über 1000. Die Suche wurde auf die Inseln Wollaston und Barnevelt ausgedehnt. Trotz vielversprechender Anfänge waren aber auch hier, an der rauen Südküste Feuerlands, die Vorräte schon bald erschöpft. Obwohl zwischen 1905 und 1907 die ersten Goldabbaugesellschaften gegründet wurden, musste man den Bergbau schon 1910 wegen mangelnder Rentabilität einstellen.
Das vorhandene staatliche Machtvakuum auf Feuerland, das am Beginn seiner Besiedelung durch Immigranten aus Europa stand, förderte in diesem Zusammenhang auch semilegale Aktionen verschiedener Abenteurer, so etwa auch jene des oben erwähnten Julio Popper, der mit einer Truppe aus bewaffneten Abenteurern die Goldausbeutung bei Paramo betrieb und sogar eigene Münzen prägen ließ sowie eigene Briefmarken, die allerdings nur vier oder fünf Monate benutzt wurden. Die Briefe wurden zum „Sandigen Punkt“ gebracht und dort mit der regulären Post weiterbefördert. Heute sind nur neun anerkannt echte Briefe mit dieser Marke registriert.

#### Einwanderung

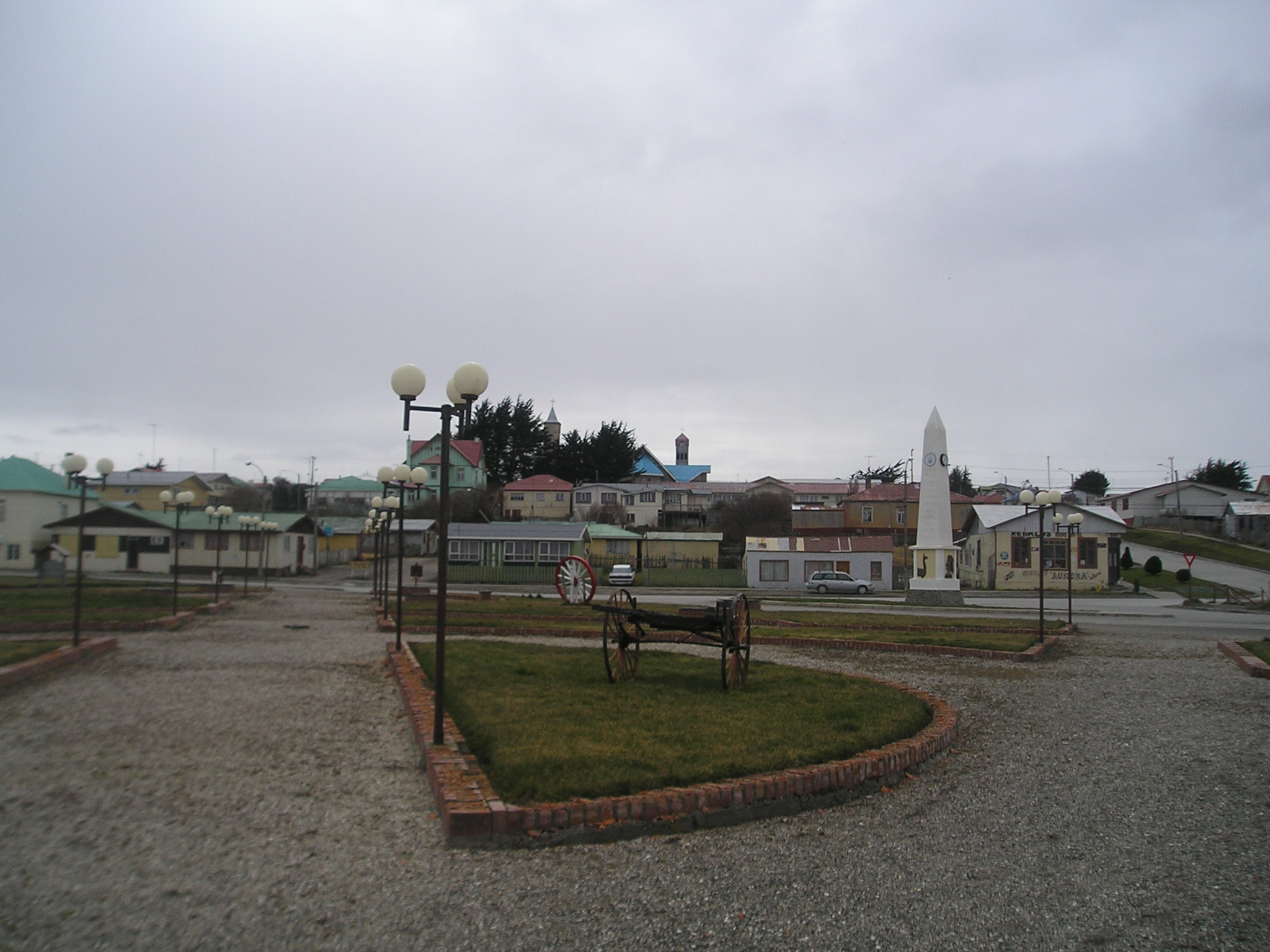
Porvenir

In engem Zusammenhang mit den Goldfunden ist auch die Gründung des Städtchens Porvenir im chilenischen Teil Feuerlands im Jahr 1894 zu sehen, welches hauptsächlich von kroatischen Immigranten besiedelt wurde. Der deutliche Bevölkerungszuwachs auf den gesamten Magellanes speiste sich aus zwei Quellen: Zusiedlern von der chilenischen Insel Chiloé und europäische Immigranten. Für 1885 zählte man unter den europäischen Immigranten rund 30 Prozent Kroaten, daneben aber auch Engländer, Schotten, Spanier, Italiener, Deutsche und Franzosen.
Als Gründe für die Emigration von Kroaten in der zweiten Hälfte des 19. Jahrhunderts werden  hauptsächlich ökonomische Gründe angeführt. Missernten, Hungersnöte, der Niedergang der Fischerei oder auch die Flucht vor dem Militärdienst waren Gründe, die vor allem junge Bauern aus den Küstengebieten Dalmatiens veranlassten auszuwandern. Ein Teil von ihnen landete im südlichen Patagonien, wo der Einfluss kroatischer Sprache und Kultur bis heute spürbar ist.

#### Ausrottung der indianischen Bevölkerung Feuerlands
Im Zuge der dauerhaften Besiedelung der Region um Punta Arenas und des einsetzenden Handels mit Tierhäuten erkundeten immer mehr weiße Jäger die Kanäle und Buchten Feuerlands auf der Suche nach begehrten Fellen. Von europäischen Immigranten eingeschleppte Krankheiten und eine rigorose Verdrängungspolitik führten schließlich dazu, dass 1910 die indianische Urbevölkerung fast ausgerottet war.
Blutige Konflikte mit den Seenomaden der Kawesqar und Yámana waren an der Tagesordnung und führten zu einer zunehmenden Verdrängung der indianischen Bevölkerung binnen weniger Jahrzehnte. Die Ausrottung der indigenen Völker Feuerlands betraf jedoch auch die Landnomaden der Selk’nam und Haush, insbesondere in Zusammenhang mit Goldfunden und der einsetzenden Schafzucht. So wurde von vielen Schafzüchtern eine Prämie von einem Pfund Sterling Kopfpreis pro Abschuss eines Indianers ausgesetzt. Das Londoner Anthropologische Museum bezahlte gar bis zu acht Pfund Sterling für den Kopf eines Feuerländers. Dies führte zu regelrechten Killerkommandos, die Jagd auf die indigenen Völker machten. Nicht ohne Einfluss auf diese Entwicklung und deren Rechtfertigung war eine Beschreibung der indigenen Völker durch Charles Darwin. Darwin beschrieb die Feuerländer als die „verächtlichsten und elendsten Geschöpfe, die ich jemals angetroffen habe.“ Weiter: „Kaum kann man sich zu dem Glauben durchdringen, daß sie unsere Mitgeschöpfe sind und Bewohner der gleichen Welt.“
Große Verdienste um die Erforschung der aussterbenden Indianerkulturen erwarb sich der deutsche Geistliche Martin Gusinde SVD, der auf Reisen ab 1918 die Kultur der Feuerlandindianer erforschte. Seine Schilderungen des kulturellen Reichtums der Feuerlandindianer widerlegten die in Chile und Argentinien geläufigen Klischees von den vermeintlich „unzivilisierten Wilden“ in Feuerland.

##### Völkerschau der „Feuerländer“ 1881/82
1881 ließ Carl Hagenbeck aus Hamburg eine Gruppe von elf Kawesqar verschleppen und stellte sie in Paris und anschließend in Berlin, Stuttgart, München, Nürnberg und Zürich unter unmenschlichen und gesundheitsgefährdenden Umständen zur Schau. Die Feuerländer wurden dabei als „Urmenschen“ und „Kannibalen“ stigmatisiert und in der Presse besonders abschätzig beschrieben. In Zürich starben fünf der Kawesqar, während die übrigen (auch die Kinder der gerade Verstorbenen) weiter auf die Bühne geschickt wurden. Hagenbeck brach die Tournee im März 1882 ab. Nur vier der Kawesqar kehrten danach in ihre Heimat zurück.

#### Missionierung
Hand in Hand mit der Kolonisierung des Landes und der Ausrottung der indianischen Urbevölkerung ging die Missionierung des Landes. Zwei Orden taten sich insbesondere auf Feuerland besonders hervor: (1) die Salesianer Don Boscos unter dem italienischen Priester Jose Fagnano, die ab 1887 Feuerland von Punta Arenas und einer Mission nördlich von Río Grande aus missionierten und (2) die Anglican South American Missionary Society mit ihrem Hauptquartier auf den Falklandinseln, die hauptsächlich entlang des Beagle-Kanals tätig waren. Insbesondere die Tätigkeit von Reverend Thomas Bridges ist in diesem Zusammenhang zu erwähnen. Allerdings wurde die ursprüngliche Absicht dieser beiden Kirchenmissionen, die indianische Urbevölkerung zu christianisieren und (in weiterer Folge) vor den Übergriffen der weißen Siedler zu schützen, schon bald durch die rasche Ausrottung der Urbevölkerung obsolet. So wurden die diesbezüglichen Aktivitäten der anglikanischen Mission 1916 eingestellt.

### Wirtschaftliche Blütezeit (1906–1920)
Unbestreitbar trug die rasche Ausweitung der Schafzucht viel zur Entwicklung der Region bei. Während die Goldfunde auf Feuerland zwar anfangs für einen beachtlichen Zuzug an Immigranten gesorgt hatten, so erwiesen sich die Goldreserven als rasch erschöpft und trugen nicht weiter zum wirtschaftlichen Aufschwung der Region bei. Die Wirtschaft Feuerlands blieb auch weiterhin stark auf Punta Arenas ausgerichtet, das seine Stellung als Entwicklungsmotor für die Gesamtregion (also auch für den argentinischen Teil Patagoniens) weiterhin ausbaute. Heute besitzt der Benetton-Konzern mehr als eine Million Hektar Land, welches zur Schafzucht verwendet wird.

### Nationalparks

#### Argentinien
- Nationalpark Los Glaciares
- Nationalpark Tierra del Fuego

#### Chile
- Nationalpark Alberto de Agostini mit dem Monte Sarmiento
- Nationalpark Torres del Paine
- Nationalpark Bernardo O’Higgins
- Nationalpark Kap Hoorn
- Nationalpark Pali Aike

### Landschaft
- Robert Krisai: Die Moore Feuerlands, in: Gert Michael Steiner (Hrsg.): Moore von Sibirien bis Feuerland. Biologiezentrum der Oberösterreichischen Landesmuseen, S. 373–378, Linz 2005, ISBN 3-85474-146-4.
- Osvaldo Escobar Torres: Am Leuchtturm von Kap Hoorn. Segeln vor Feuerland und Patagonien, Delius Klasing Verlag, Bielefeld 2011, ISBN 978-3-7688-3324-0.

### Geschichte
- Eduardo Galeano: Die offenen Adern Lateinamerikas. Die Geschichte eines Kontinents, Hammer, Wuppertal 1988, ISBN 3-87294-162-3.
- Johannes Hemleben: Charles Darwin, mit Selbstzeugnissen und Bilddokumenten, dargestellt von Johannes Hemleben, Rowohlts Monographien, 50137, 14. Auflage, überarbeitet und Ergänzung der Bibliographie Thomas Richter, Rowohlt, Reinbek bei Hamburg 2004, ISBN 3-499-50137-6.
- Roberto Hosne: Patagonia. History, Myths and Legends, Duggan-Webster, Buenos Aires 2001, ISBN 987-98626-0-0.
- Mateo Martinic: Brief History of the Land of Magellan, Punta Arenas 2002.

### Feuerland als literarischer Ort
- Francisco Coloane Cabo de Hornos 14 Kurzgeschichten, 1941, deutsch Kap Hoorn, 1998, Unionsverlag Zürich, ISBN 3-293-00248-X
- Francisco Coloane El último grumete de la Baquedano 1941, deutsch Der letzte Schiffsjunge der Baquedano, 2000, Unionsverlag Zürich, ISBN 3-293-20159-8
- Francisco Coloane Tierra del Fuego 9 Erzählungen, 1956, deutsch Feuerland, 1996, Unionsverlag Zürich, Taschenbuch 133, 1999, ISBN 3-293-20133-4
- Gabriele Eschweiler (Hrsg.): Geschichten vom Ende der Welt. Patagonien und Feuerland in der Weltliteratur, Edition 8, Zürich 2009, ISBN 978-3-85990-133-9.
- Jules Verne: Le Phare du bout du monde, 1906, deutsch Der Leuchtturm am Ende der Welt, Hartleben, Wien 1906.
- Christian Perrissin, Enea Riboldi: Cap Horn. Comic. 4 Bände 2005–2013, Les Humanoïdes associés, Paris[19]
- Sylvia Iparraguirre: Land der Feuer (span. La tierra del fuego), 1998, Fischer ISBN 3-596-15013-2

### Feuerland in der Bildenden Kunst
- Alexander Buchan nahm 1768–1771 an der ersten Reise von James Cook an Bord der HMS Endeavour teil. Er war einer der Künstler, die den Botaniker Joseph Banks begleiteten. Die Endeavour lag am 15. Januar 1769 in der Bahia Buen Suceso vor Anker. Eine Expedition nach Feuerland, an welcher er teilnahm, startete hier.
- Als Schiffsmaler zeichnete und aquarellierte Conrad Martens 1833/34 während der Zweiten Reise der HMS Beagle auch in Feuerland. Siehe Richard D. Keynes: The Beagle Record: Selections from the Original Pictorial Records and Written Accounts of the Voyage of H.M.S. Beagle. CUP Archive, 1979, ISBN 0-521-21822-5.[20]
- Der französische Maler und Lithograph Évremond de Bérard illustrierte 1861 das Reisejournal Le Tour du Monde mit Feuerlandmotiven.
- Rockwell Kent malte während seines Aufenthaltes auf Feuerland in den Jahren 1922/23 „mehr als zwanzig große Bilder von Tierra del Fuego“, wie er in seiner Autobiografie It’s Me O Lord berichtet. Deutsche Übersetzung aus dem Amerikanischen Ich bin’s, o Herr, Dietz Verlag Berlin, 1984[21]
- Der Maler Ingo Kühl malte 2005 in der Darwin-Kordillere und in Punta Arenas den Bilderzyklus Landschaften am Ende der Welt / Paisages del fin del mundo, zu dem der chilenische Schriftsteller Antonio Skármeta den Text „Das Gesetz der Wolken / La ley de las nubes“ schrieb.[22]

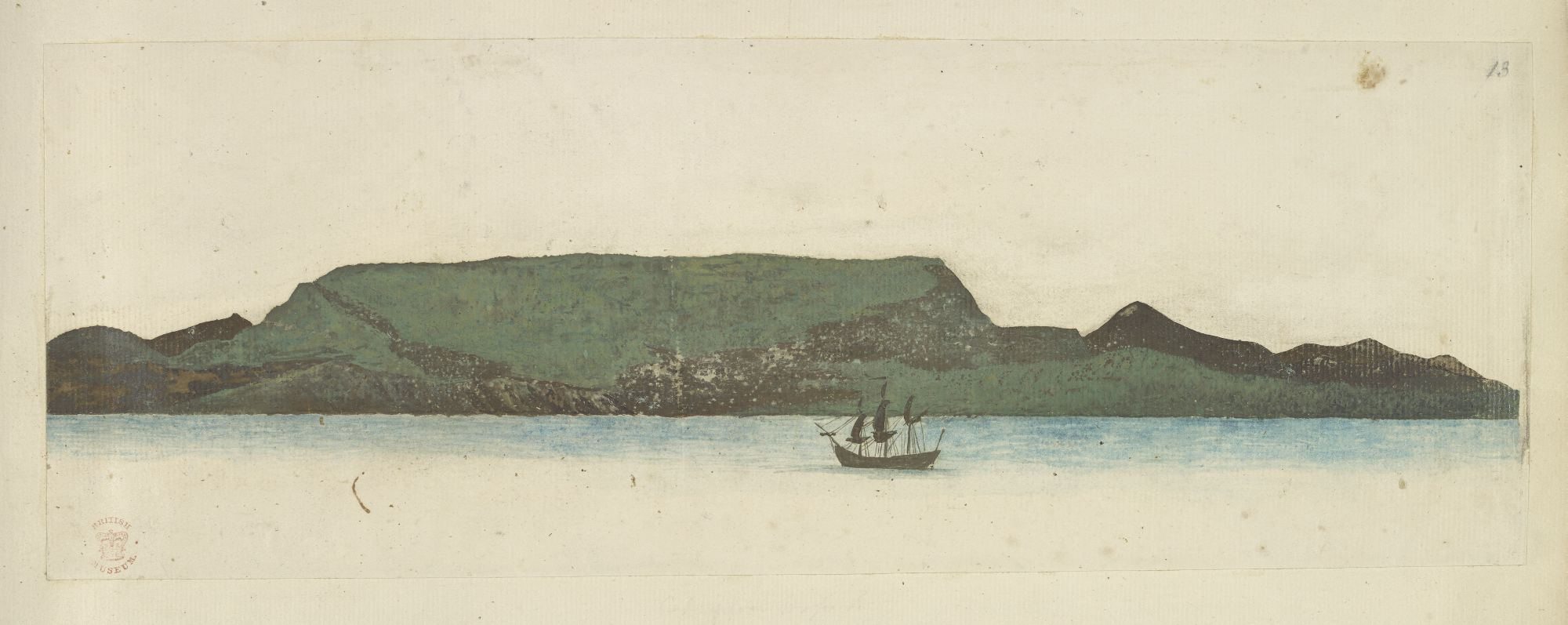
Alexander Buchan HMS Endeavour am 12. Januar 1769 vor der Küste Feuerlands
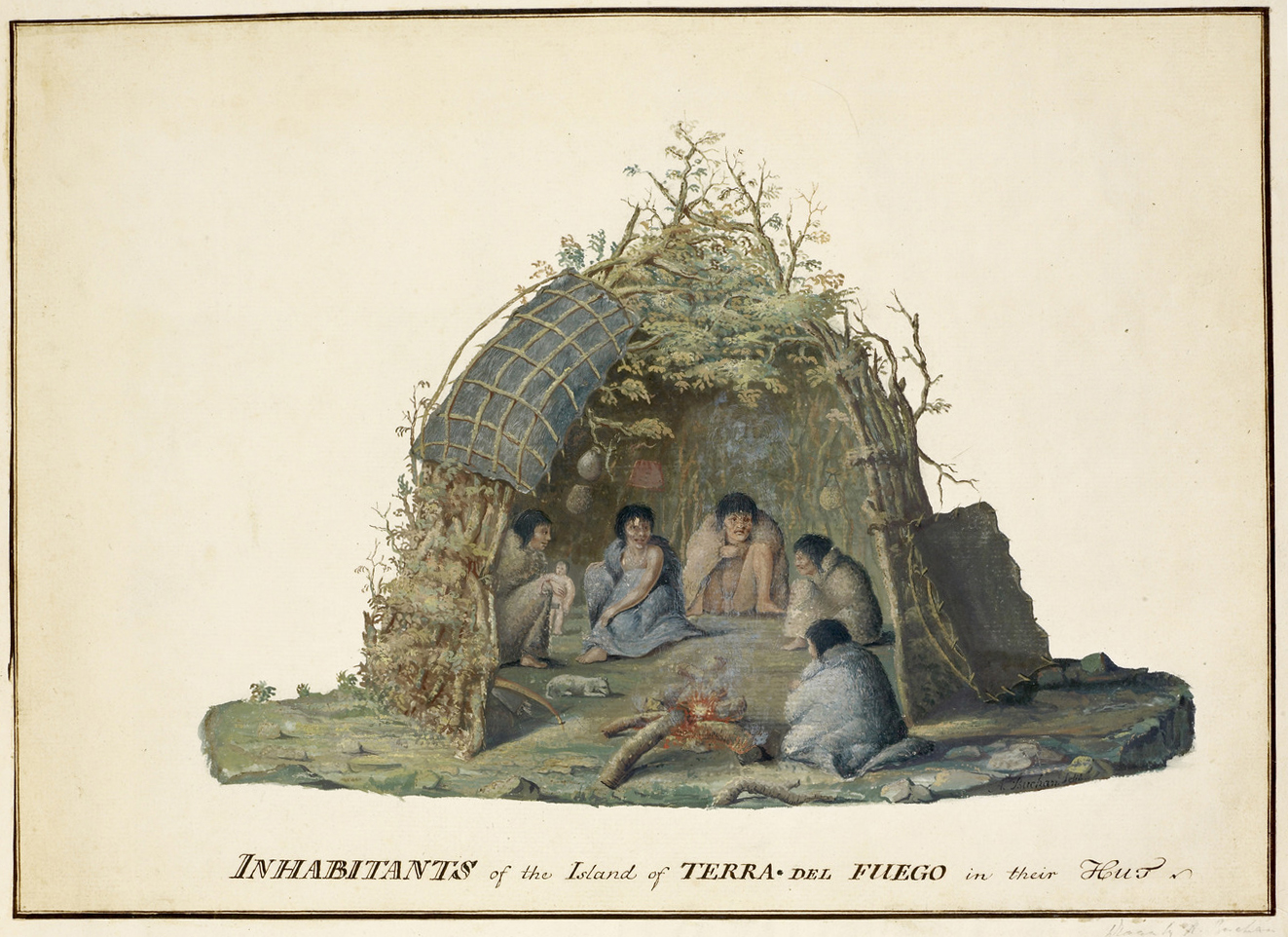
Alexander Buchan Bewohner Feuerlands in ihrer Hütte 1769
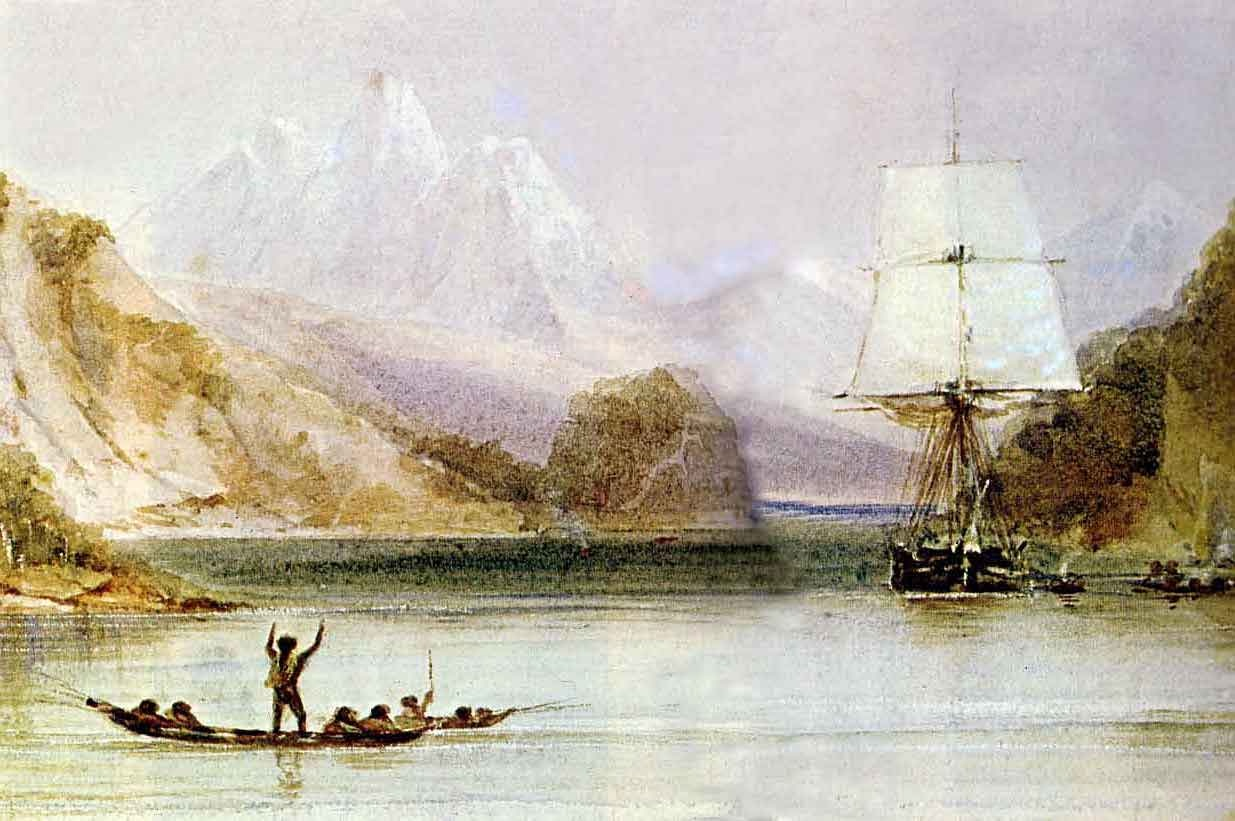
Conrad Martens Die „Beagle“ in Feuerland 1834, Aquarell
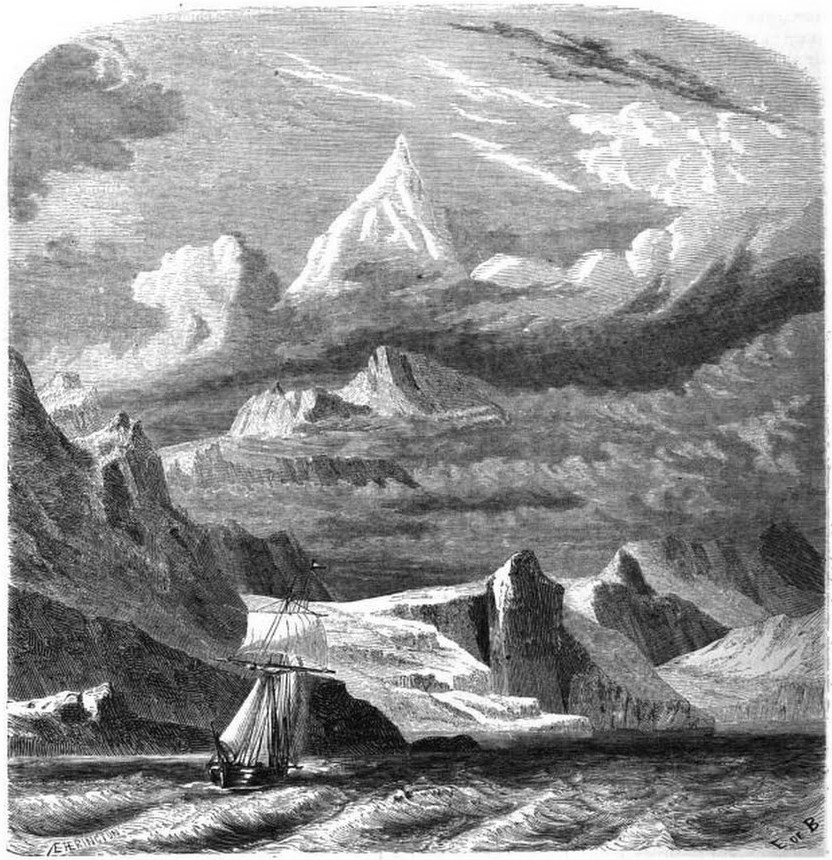
Évremond de Bérard Feuerland, Monte Sarmiento gesehen vom Kap Froward 1861
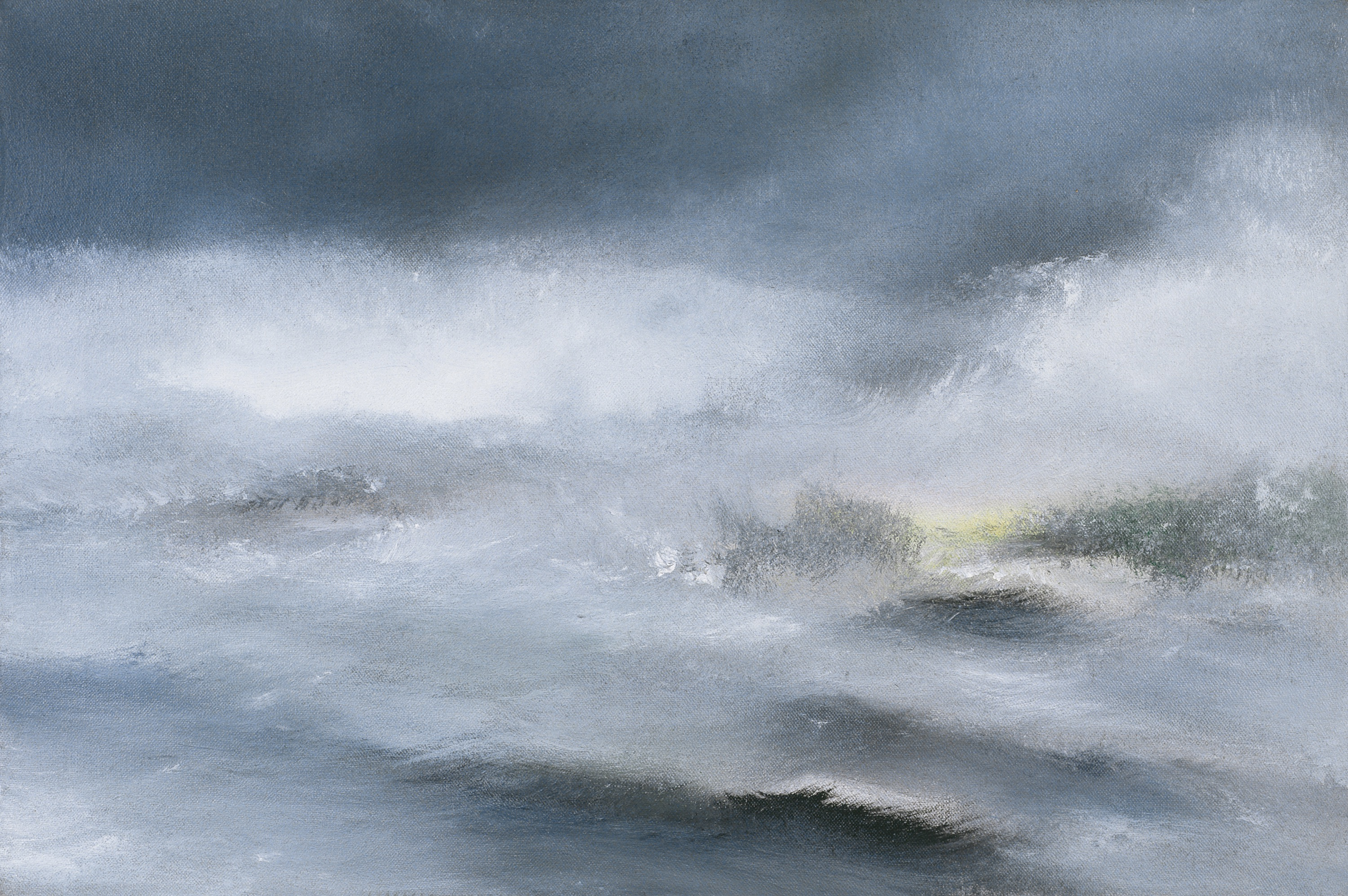
Ingo Kühl Gletscher (Beagle Kanal) 2005

### Reiseführer
- Gabriele Eschweiler (Hrsg.): Patagonien und Feuerland fürs Handgepäck, Unionsverlag, Zürich 2011, ISBN 978-3-293-20547-5.
- Jürgen Vogt: Argentinien mit Patagonien und Feuerland, Reise-Know-How-Verlag Rump, 8., aktualisierte Auflage, Bielefeld 2012, ISBN 3-8317-2112-2.